# ارتفاع ضغط الدم في الحمل (مجلة)
ارتفاع ضغط الدم في الحمل هي مجلة طبية تصدر كل ثلاثة أشهر تحت مراجعة النظراء وتشمل ارتفاع ضغط الإنسان والحيوان في فترة الحمل بما في ذلك التحكم في وظائف الدورة الدموية، الفيزيلوجيا المرضية، المنهجية والعلاج. يتم نشرها بواسطة إنفورما ورؤساء التحرير هم بيتر فون دادلسزين (كندا) وفيونا ليال (أسكتلندا). وبناء علي تقارير مجلة الاقتباس، المجلة لها 2013 عامل تأثير من 1.192.